# Cyril Abiteboul
Cyril Abiteboul (Párizs, 1977. október 14. –) francia mérnök, jelenleg (2024) a Hyundai WRC csapatának a csapatfőnöke.
Korábban a Renault F1 csapatfőnöke volt, 2021-ben hagyta el az alakulatot, miután Alpine F1 Teamre változtatták a nevét, helyét Laurent Rossi vette át. Abiteboul ezután csatlakozott a Hyundai WRC programhoz. Elnöklete alatt először Thierry Neuville-nek sikerült Hyundai-jal világbajnoknak lennie.